# August Soller
Johann August Karl Soller, né le 14 mars 1805 à Erfurt et mort le 6 novembre 1853 à Berlin, est un architecte prussien représentant de l'école d'architecture postérieure à Schinkel.

## Biographie
Soller obtient son diplôme de géomètre en 1822 à Erfurt. Il s'installe ensuite à Berlin et travaille avec Karl Friedrich Schinkel, ayant obtenu son examen de conducteur de travaux. Il est ensuite à Liegnitz de 1830 à 1833 et devient le 1er juin 1833 Landbaumeister à l'union des architectes de Berlin, puis en 1837 assesseur de l'Oberbaudeputation de Posen. Il se spécialise à partir de 1841 dans la construction d'églises. Il est nommé conseiller secret d'architecture en 1843 et conseiller conférencier du département d'architecture du ministère du commerce en 1851.
Sa santé s'altère à l'âge de quarante-huit ans. Il meurt en 1853 et il est enterré à l'église Saint-Michel de Berlin dont il avait dessiné les plans.
De son union avec son épouse Friederike Wilhelmine, il était père de huit enfants.

## Quelques œuvres
- Tombeau d'Ernst Ludwig von Tippelskirch à l'ancien cimetière de garnison de Berlin (1844)
- Église Sainte-Marie de Behnitz (de) à Spandau (1848)
- Colonne des Invalides (de) de l'Invalidenpark de Berlin (1851-1853)
- Clocher de l'église de Luisenstadt
- Église Saint-Michel de Berlin (1851-1859)

## Illustrations

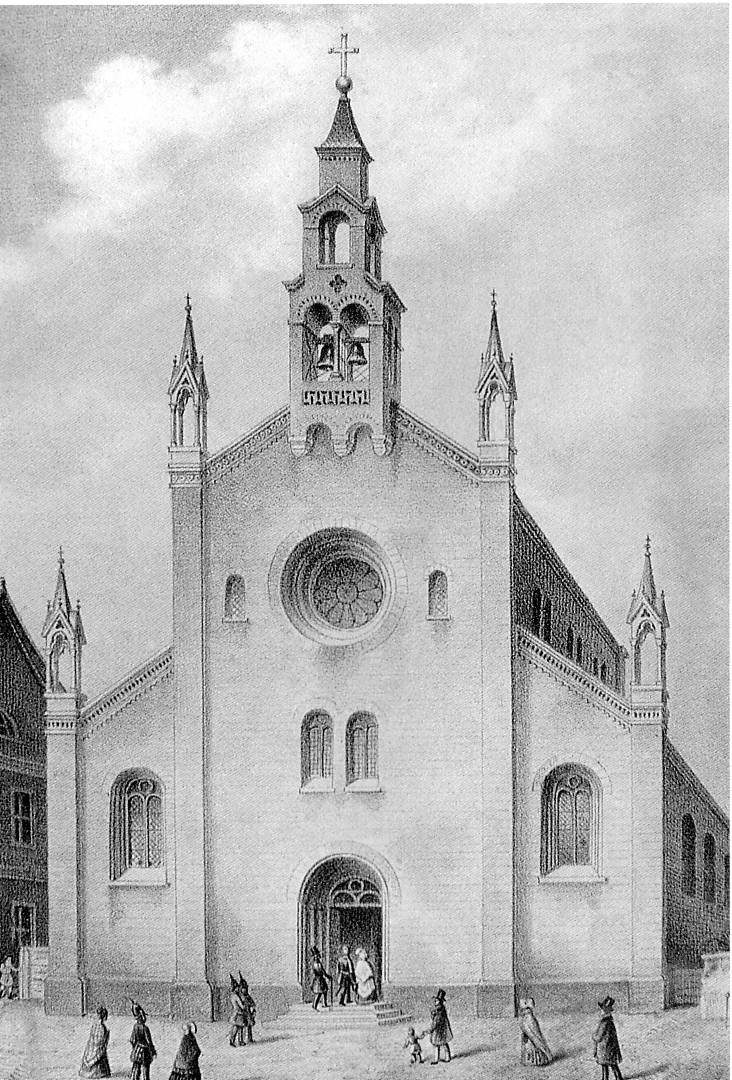
Façade de l'église Sainte-Marie de Behnitz
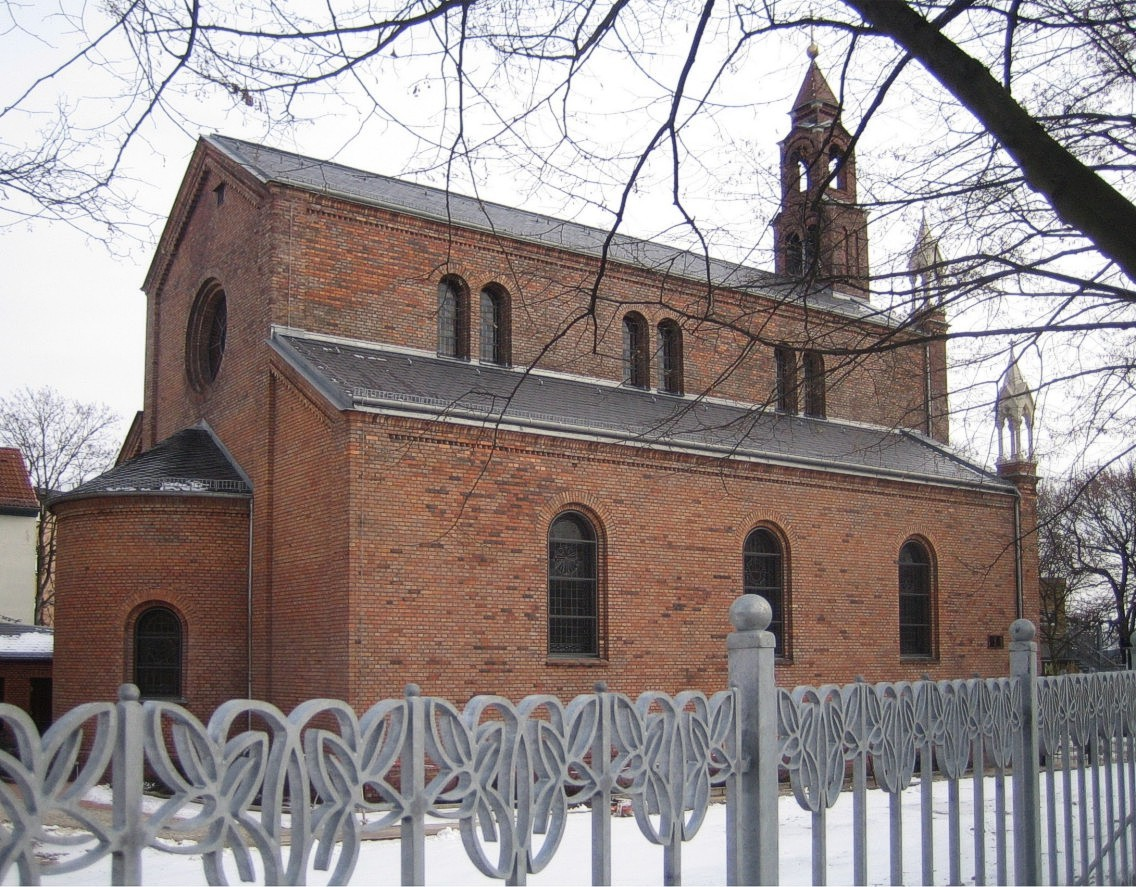
Photographie de côté de l'église de Behnitz
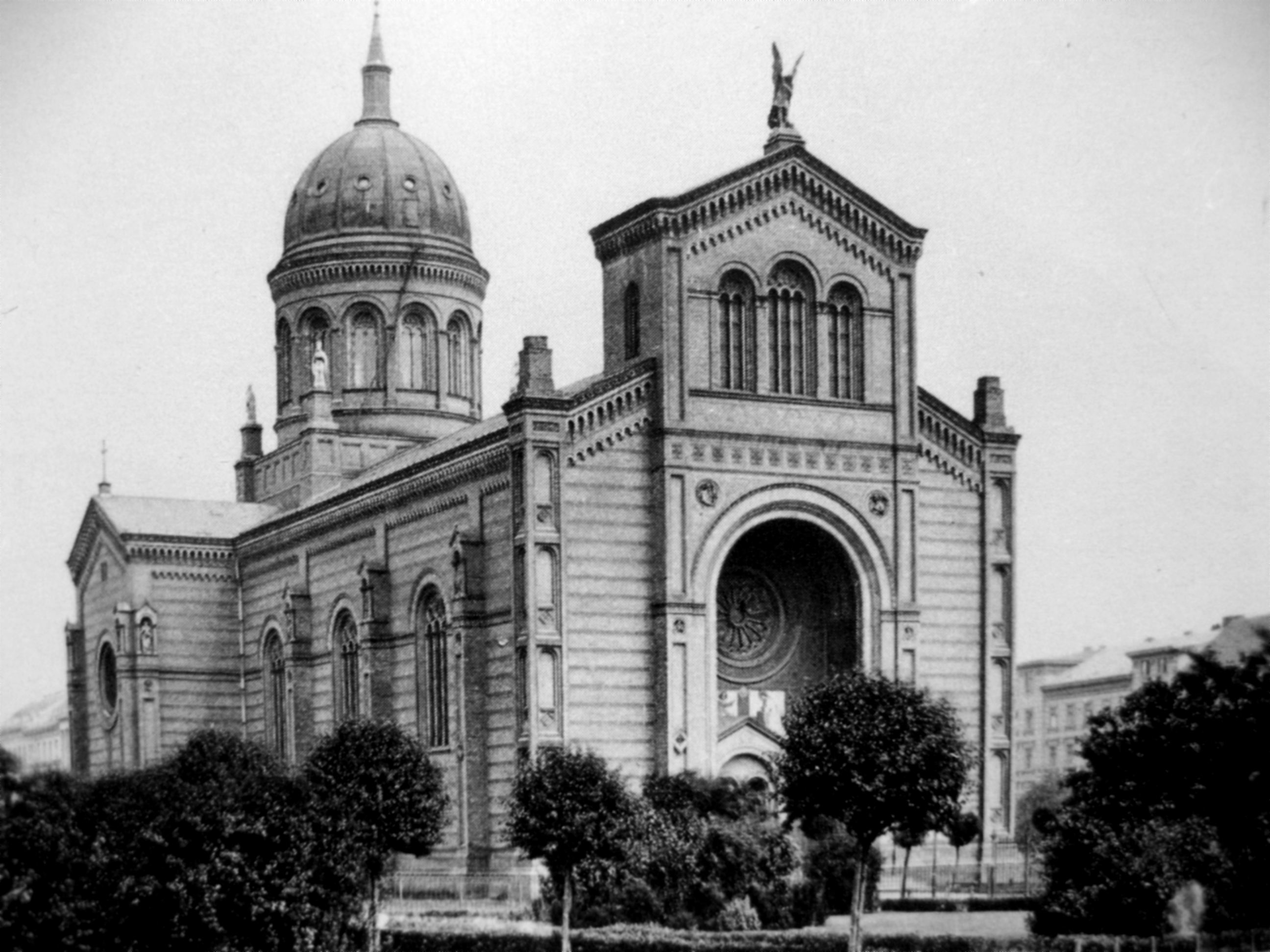
Vue de l'église Saint-Michel de Berlin en 1880
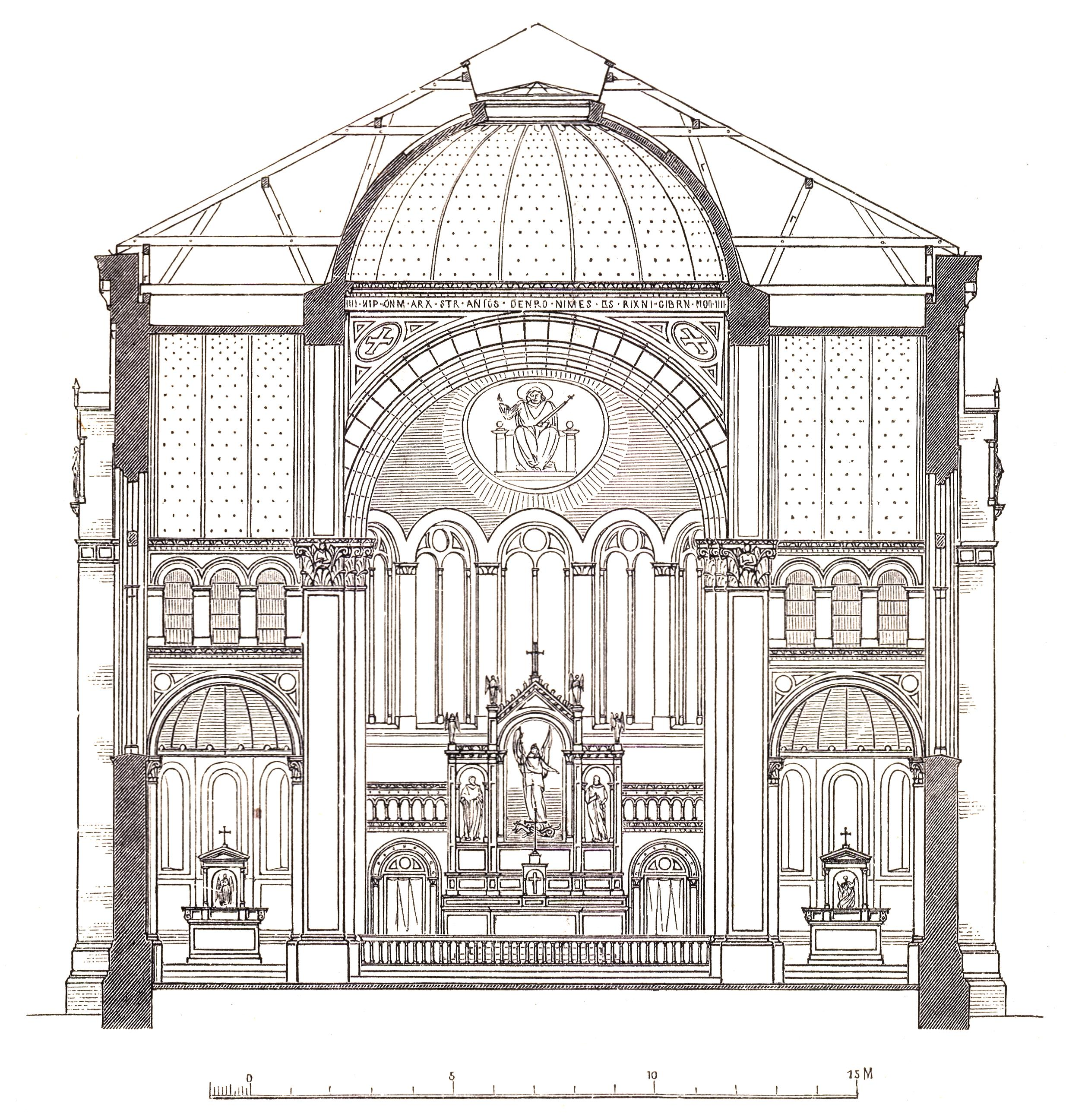
Vue en coupe du chœur de l'église Saint-Michel de Berlin